# 戚砚笛
戚硯笛（Judy, 1995年5月20日—），中國女演員、歌手。現經紀公司為華誼兄弟。

## 演藝經歷
2016年，戚硯笛出演愛情喜劇電影《學長》，飾演性格內向的游俞思。首次触电大荧幕。
2017年5月，出演由杨小波执导的民国玄幻剧《超級小郎中》扮演民國小鎮姑娘白寧寧一角。9月，出演古裝劇《胭脂債》的溫婉賢惠的男主正房妻子单晚婵。
2018年4月21日，參加騰訊視頻《創造101》，進入總決賽最終獲得第18名。5月12日，由真實故事改編的電影《親愛的，我要和別人結婚了》上映，在片中飾演汶川地震遇難的女友謝彤，該電影為紀念汶川地震十週年而拍攝。。10月出席HOT NOW CHINA纽约时装周2019春夏发布热点中国之夜。
2019年1月11日，與《創造101》落選的七名成員李子璇、劉人語、高穎浠、戚硯笛、王菊、呂小雨、陳芳語組成限定團”疾風少女“演唱《疾風》。12月，参加湖南卫视音乐综艺节目《嗨唱转起来》。

## 演出作品

### 電視劇
| 年份   | 劇名           | 角色        | 備註       |
| ------ | -------------- | ----------- | ---------- |
| 2017年 | 超级小郎中     | 白寧寧      | 網絡劇     |
| 2019年 | 撲通撲通的青春 | 米楠        |            |
| 2019年 | 身為一個胖子   | 甄圓圓      | 網絡劇     |
| 2021年 | 不可思议的爱情 | 可思议      | 網絡劇     |
| 2021年 | 胭脂債         | 单晚婵      | 2017年拍攝 |
| 2021年 | 你微笑時很美   | 苏落        | 網絡劇     |
| 2021年 | 站住！花小姐   | 花明月      | 網絡劇     |
| 2021年 | 上游           | 林柚        |            |
| 2023年 | 他跨越山海而来 | 戚玥        | 網絡劇     |
| 2023年 | 看见缘分的少女 | 周缘        | 網絡劇     |
| 2023年 | 撒野           | 蓉嫣        | 網路短剧   |
| 2023年 | 故乡，别来无恙 | 小譚        | 客串       |
| 2024年 | 烈焰           | 流月        | 網路劇     |
| 2024年 | 恋恋茶园       | 叶夕颜      | 網路短剧   |
| 2024年 | 坠落画境的你   | 祁萱        | 網路短剧   |
| 2024年 | 南柯梦         | 阿柯/小夢   | 網路短剧   |
| 待播   | 染指流年       | 玫瑰/沈若玫 | 網路短剧   |
| 待播   | 着迷           |             | 網路剧     |
| 待播   | 翻转人生       | 林思琪      | 網路剧     |

### 電影
| 年份 | 劇名                     | 角色   | 備註 |
| ---- | ------------------------ | ------ | ---- |
| 2018 | 學長                     | 游俞思 |      |
| 2018 | 亲爱的，我要和别人结婚了 | 谢彤   |      |
| 2022 | 我是真的讨厌异地恋       | 蒋欣然 |      |

## 音樂作品

### 單曲
| 歌名       | 名稱         | 備註 |
| ---------- | ------------ | ---- |
| So in Love | 身為一個胖子 | 插曲 |

## 外部連結
- 戚硯笛的新浪微博